# Crinopteryx familiella
Crinopteryx familiella är en fjärilsart som beskrevs av Henri de Peyerimhoff 1871. Crinopteryx familiella ingår i släktet Crinopteryx och familjen Crinopterygidae. Inga underarter finns listade i Catalogue of Life.